# Robert Payne (autor)
Pierre Stephen Robert Payne (4 de diciembre de 1911-3 de marzo de 1983) fue un novelista, historiador, poeta y biógrafo inglés. 

## Biografía
Nacido en Saltash, Cornualles, era hijo de un arquitecto naval inglés y una madre francesa. Trabajó como constructor de barcos y después durante un tiempo con la Inland Revenue. En 1941 se convirtió en oficial de armamento y oficial jefe de camuflaje para la Inteligencia de la Armada Británica en Singapur.
En el verano de 1946, Payne viajó a China y visitó y entrevistó a Mao Zedong en Yenan. Durante la entrevista Mao predijo correctamente que solo le tomaría un año y medio a las fuerzas comunistas conquistar china cuando el armisticio con el Chiang Kai-shek y sus seguidores estuviese roto.
Payne publicó más de 110 libros, novelas, historias y biografías. Las biografías es lo que más conocido le hicieron, las cuales incluyen estudios de Charlie Chaplin, Greta Garbo, Hitler, Lenin, Stalin, Trotski, Gandhi, Albert Schweitzer, Dostoyevski, Iván el Terrible, Chiang Kai-shek, Mao Zedong, Sun Yat-sen, André Malraux, Shakespeare, Alejandro Magno, Los Rajás Blancos de Sarawak y George C. Marshall.
Como novelista, Payne usó los pseudónimos Richard Cargoe, John Anthony Devon, Howard Horne, Valentin Tikhonov, y Robert Young. En sus biografías, aparece como Robert Payne más que como Pierre Stephen Robert Payne.

## Obra selecta
- The Dream and the Tomb (publicada póstumamente en 1984)
- The Holy Sword (publicada en 1959; republicada en 1987 con el título de The History of Islam)
- Leonardo, una biografía de 1978 sobre Leonardo da Vinci en la cual Payne afirma que la Mona Lisa es un retrato de Isabel de Aragón y que la tradicional auto-retrato a tiza de da Vinci es en realidad un retrato de su padre.
- Ivan the Terrible
- Hubris: A Study of Pride Harper Torch Books NY (1960) (no ISBN), con una introducción de Sir Herbert Read. Hubris es una versión revisada del libro de bolsillo The Wanton Nymph: A Study of Pride.

Walter Kaufmann redacta las notas a pie de página de Hubris en su libro Tragedy and Philosophy. Escribió que Pocos han apretado tantas ideas falsas populares sobre Esquilo y Sófocles en tan pocas páginas como Robert Payne en  Hubris: A Study of Pride (1960), 20-31, p.63
- The Wanton Nymph: A Study of Pride publicada por William Heinemann, Ltd. London (1951)(no ISBN)
- The Life and Death of Adolf Hitler biografía de Adolf Hitler
- The Life and Death of Lenin biography of Lenin
- The Gold of Troy - The story of Heinrich Schliemann and the buried cities of ancient Greece Funk & Wagnalls,NY, 1959, Library of Congress catalog number 58-11361
- Mao Tse Tung Ruler of Red China (1950). Se publicaron ediciones revisadas como Portrait of a revolutionary: Mao Tse-tung (1961) y Mao Tse-tung (1969). Todas las ediciones incluyen un reporte histórico de la China de la rebelión Taiping, pero están centradas en la vida y filosofía de Mao.

### Web
- Biography
- Bibliography

- Datos: Q353144